# Haeromys minahassae
Il topo Ranee di Minahassa (Haeromys minahassae  Thomas, 1896) è un roditore della famiglia dei Muridi endemico dell'Isola di Sulawesi.

## Descrizione

### Dimensioni
Roditore di piccole dimensioni, con la lunghezza della testa e del corpo tra 70 e 78 mm, la lunghezza della coda tra 120 e 133 mm, la lunghezza del piede tra 19 e 21 mm, la lunghezza delle orecchie tra 15 e 16 mm e un peso fino a 15 g.

### Aspetto
La pelliccia è lunga e soffice. Le parti superiori sono rossicce, più opache sulla schiena e più brillanti sui fianchi, mentre le parti ventrali sono bianche, con la base dei peli grigia. Il dorso delle zampe è marrone, mentre le dita sono bianche. Le orecchie sono di medie proporzioni. La coda è molto più lunga della testa e del corpo, uniformemente marrone, ricoperta finemente di peli e con 23-25 anelli di scaglie per centimetro. Le femmine hanno un paio di mammelle pettorali e due paia inguinali. Il cariotipo è 2n=48 FN 54.

## Biologia

### Comportamento
È una specie arboricola.

### Alimentazione
Si nutre di frutta.

### Riproduzione
Danno alla luce due piccoli alla volta.

## Distribuzione e habitat
Questa specie è endemica dell'estrema parte nord-orientale della penisola settentrionale e della parte centrale dell'isola di Sulawesi.
Vive nelle foreste pluviali sempreverdi tropicali di pianura tra 75 e 1.000 metri di altitudine. Una forma ancora non descritta è presente nelle foreste montane dell'isola.

## Conservazione
La IUCN Red List, considerato il declino della popolazione di oltre il 30% negli ultimi 10 anni, classifica H.minahassae come specie vulnerabile (VU).